# Proleucoptera
Proleucoptera är ett släkte av fjärilar. Proleucoptera ingår i familjen rullvingemalar.
Kladogram enligt Catalogue of Life:
| Proleucoptera | \| \| Proleucoptera celastrella \| \| \| \| \| \| Proleucoptera oxyphyllella \| \| \| \| \| \| Proleucoptera smilaciella \| \| \| \| \| \| Proleucoptera smilactis \| \| \| \| |
|               | \| \| Proleucoptera celastrella \| \| \| \| \| \| Proleucoptera oxyphyllella \| \| \| \| \| \| Proleucoptera smilaciella \| \| \| \| \| \| Proleucoptera smilactis \| \| \| \| |
|               | Acanthocnemes |
|               | |
|               | Arctocoma |
|               | |
|               | Atalopsycha |
|               | |
|               | Cateristis |
|               | |
|               | Chrysolytis |
|               | |
|               | Cladarodes |
|               | |
|               | Copobathra |
|               | |
|               | Corythophora |
|               | |
|               | Crobylophora |
|               | |
|               | Daulocoma |
|               | |
|               | Diplothectis |
|               | |
|               | Erioptris |
|               | |
|               | Exegetia |
|               | |
|               | Hierocrobyla |
|               | |
|               | Leucoptera |
|               | |
|               | Lyonetia |
|               | |
|               | Micropostega |
|               | |
|               | Orochion |
|               | |
|               | Otoptris |
|               | |
|               | Perileucoptera |
|               | |
|               | Petasobathra |
|               | |
|               | Philonome |
|               | |
|               | Phyllobrostis |
|               | |
|               | Platacmaea |
|               | |
|               | Prolyonetia |
|               | |
|               | Prytaneutis |
|               | |
|               | Stegommata |
|               | |
|               | Proleucoptera celastrella |
|               | |
|               | Proleucoptera oxyphyllella |
|               | |
|               | Proleucoptera smilaciella |
|               | |
|               | Proleucoptera smilactis |
|               | |

|  | Proleucoptera celastrella  |
|  |                            |
|  | Proleucoptera oxyphyllella |
|  |                            |
|  | Proleucoptera smilaciella  |
|  |                            |
|  | Proleucoptera smilactis    |
|  |                            |